# It Hurts
«It Hurts» (en español: «Duele») es el segundo sencillo en Europa, de Angels & Airwaves de su álbum debut We Don't Need to Whisper. Un video corto de esta canción fue lanzado el 18 de abril en el sitio web oficial de Angels & Airwaves. Durante el tiempo de su primer lanzamiento, alcanzó su punto máximo en las listas del Reino Unido en el #59. La canción también fue lanzada como una pista descargable para el videojuego Rock Band el 6 de mayo de 2008.
- Datos: Q3804033